# 蓋爾斯瓦爾德湖

51°30′0″N 14°6′0″E / 51.50000°N 14.10000°E
蓋爾斯瓦爾德湖（德語：Geierswalder See），是德國的湖泊，位於該國東部，由薩克森自由州負責管轄，面積6.2平方公里，海拔高度101米，最大水深34米，水體容量9,200萬立方米。